# Торус
У геометрији, торус је обртна површ која се добија када се ротира кружница у тродимензионом простору око осе компланарне са кружницом, а која не додирује круг. Примери торуса су крофна са рупом у средини или унутрашња гума.